# Grijze heidelichtmot
De grijze heidelichtmot (Matilella fusca) (ook wel bekend onder het synoniem Pyla fusca) is een vlinder uit de familie Pyralidae, de snuitmotten.

## Herkenning
De grijze heidelichtmot heeft een spanwijdte tussen de 25 en 28 millimeter. Ze zijn makkelijk te verwarren met Ortholepis betulae, die echter verschilt door een rij opstaande schubben op de eerste dwarslijn en bredere vleugels, en Apomyelois bistriatella, die ook bredere vleugels heeft en een veel blekere eerste dwarslijn. De vliegtijd is in juni, juli en augustus. Overdag rusten de vlinders bij voorkeur op afgebrande heideplanten, waar ze door hun kleur perfect gecamoufleerd zijn. Op afgebrande stukken heide kunnen zich grote groepen van deze soort verzamelen. De vlinders vliegen in het donker en komen op licht. Ook worden de vlinders ‘s nachts op bloemen van bijvoorbeeld jacobskruiskruid aangetroffen.

## Waardplant
De grijze heidelichtmot heeft dophei (Erica) als waardplant, waarop de rupsen van juli tot mei leven in een gesponnen webje. Rupsen worden ook wel aangetroffen op bosbessoorten (Vaccinium).

## Verspreiding
De grijze heidelichtmot is in Nederland een vrij algemene vlinder in heide- en veengebieden. In België is het ook een vrij algemene soort, die vooral in het noorden gevonden wordt